# Purpergentiaan
De purpergentiaan (Gentiana purpurea), ook wel paarse gentiaan of blauwe gentiaan genoemd, is een plant die in de westelijke Alpen, de Apennijnen en Noorwegen voorkomt.
De plant groeit het liefst op kalkarme bodem op 1200 tot 2800 meter hoogte. De soort heeft krachtige stengels en groeit tot een hoogte van 20 tot 60 centimeter. De bladeren zijn ei-lancetvormig en hebben vijf nerven. De bloeitijd is van juni tot augustus, met roodpaars gekleurde bloemen. De bloemen worden bestoven door hommels. De geur van purpergentiaan lijkt op die van een roos. De zaden zijn zeer fijn en hebben een duizendkorrelgewicht van 0,48 gram.

## Gebruik
Purpergentiaan wordt gebruikt als homeopathisch middel tegen onder meer leveraandoeningen en gebrek aan eetlust. Het wordt ook gebruikt als eetlustopwekkend kruid in alcoholische dranken, vooral de uit het Alpengebied stammende Enzian-schnaps.
... · 
G. acaulis (Kochs gentiaan) · 
G. angustifolia (Smalbladige gentiaan) · 
G. asclepiadea (Zijdeplantgentiaan) · 
G. bavarica (Beierse gentiaan) · 
G. clusii (Grootbloemige gentiaan) · 
G. cruciata (Kruisbladgentiaan) · 
G. lutea (Gele gentiaan) · 
G. nivalis (Sneeuwgentiaan) · 
G. pneumonanthe (Klokjesgentiaan) · 
G. punctata (Gestippelde gentiaan) · 
G. purpurea (Purpergentiaan) · 
G. sino‑ornata (Chinese herfstgentiaan) · 
G. terglouensis (Triglav-gentiaan) · 
G. utriculosa (Blaasgentiaan) · 
G. verna (Voorjaarsgentiaan) · 
· ...